# هروب القردة
هروب القردة، هو عمل أنمي قصير ينبض بالحيوية، صاغته تقنية الرسوم الحاسوبية بلمسة إبداعية. تولّت شركة شوغاكان للموسيقى والترفيه الرقمي بالتعاون مع شركة سوني للترفيه الحاسوبي إنتاجه خصيصًا لشاشة تلفزيون طوكيو عام 2002.
استلهمت أحداثه من سلسلة ألعاب الفيديو الشهيرة ايب سكيب، مستعينة بتصاميم وشخصيات مأخوذة بشكل خاص من الإصدار الثاني للسلسلة، لتقدم للمشاهد عالمًا مليئًا بالمغامرات الطريفة. يتألف العمل من 76 فيلمًا قصيرًا لا تتجاوز مدة الواحد منها 45 ثانية، جرى عرضها ضمن البرنامج المنوعات الشهير أوها سوتا في اليابان، لتشكل لحظات خاطفة من المرح البصري.
عام 2004 شهدت هذه الأفلام نقلة جديدة، حيث جرى دبلجة ثلاثة منها إلى الإنجليزية وعرضها ضمن أولى دورات المهرجان السينمائي لقناة نيكتونز، لتصل متعتها إلى جمهور أوسع. لاحقًا، عام 2009، قام استوديو فريديراتور، أحد مؤسسي المهرجان، بابتكار نسخته الخاصة من أفلام هروب القردة، محافظًا على روح الدعابة والخيال التي تميز العمل الأصلي.
رحلة سينمائية قصيرة لا تتجاوز 22 دقيقة حملت عنوان هروب القردة، أخذت المشاهدين إلى عالم مليء بالإثارة والمغامرة. عُرض العمل لأول مرة في اليابان بتاريخ 17 أغسطس 2002، مصاحبًا لفيلم بي بليد، وجاء إنتاجه ثمرة تعاون مبدع مع استوديو بوليجون بيكتشرز، ليجمع بين حيوية الرسوم الحاسوبية وسحر الحكاية التي تأسر الخيال.
شركة سوني أطلقت في 19 ديسمبر 2002 إصدارًا مميزًا على قرص جمع بين سلسلة الأفلام القصيرة كاملة والفيلم الرئيسي، موجهًا إلى جمهورها في اليابان. حمل القرص بين طياته مقطعًا تعليميًا لرقصة ياباري سارو جيت تشو، إضافة إلى بطاقة تداول حصرية لشخصية أفروسارو ، ليمنح محبيه تجربة فريدة تمزج بين المتعة الترفيهية واللمسات التذكارية النادرة.